# Gradki
Gradki [pronunciación en polaco: /ˈɡratki/] (en alemán: Gradtken) es un pueblo ubicado en el distrito administrativo de Gmina Dywity, dentro del condado de Olsztyn, Voivodato de Varmia y Masuria, en el norte de Polonia. Se encuentra a unos 9 kilómetros al noreste de Dywity y a 16 kilómetros al norte de la capital regional Olsztyn . Se encuentra en Warmia.
El pueblo tiene una población de 204 habitantes.